# New-York Tribune
New-York Tribune var en amerikansk dagstidning som grundades av Horace Greeley år 1841. Från 1840-talet till 1860-talet var det den ledande tidningen för Whigpartiet i USA. Senare var tidningen ledande för det Republikanska partiet. Dess ledarartiklar var lästa i vida kretar och medverkade i skapandet av USA:s allmänna opinion. År 1924 slogs tidningen samman med New York Herald och antog namnet New York Herald Tribune. Denna tidning gick i graven 1966.